# Diospyros parviflora
Diospyros parviflora là một loài thực vật có hoa trong họ Thị. Loài này được (Schltr.) Bakh. mô tả khoa học đầu tiên năm 1941.